# Natación en los Juegos Olímpicos de Pekín 2008 – 200 metros estilos femenino
La competición de 200 metros estilos femenino en los Juegos Olímpicos de Pekín 2008 se realizó del 11 al 13 de agosto de 2008 en el Centro Acuático Nacional de Pekín.

## Récords
Antes de esta competición, el récord mundial y olímpico existentes eran los siguientes:
| Récord mundial  | Stephanie Rice | 2:08,92 | Sídney, Australia | 25 de marzo de 2008      |
| Récord olímpico | Yana Klochkova | 2:10,68 | Sídney, Australia | 19 de septiembre de 2000 |

## Resultados

### Semifinales

#### Semifinal 1
| Pos. | Calle | Nombre               | País           | Tiempo  | Notas |
| ---- | ----- | -------------------- | -------------- | ------- | ----- |
| 1    | 6     | Kirsty Coventry      | Zimbabue       | 2:09,53 | Q, RO |
| 2    | 3     | Stephanie Rice       | Australia      | 2:10,58 | Q     |
| 3    | 4     | Katie Hoff           | Estados Unidos | 2:10,90 | Q     |
| 4    | 2     | Katarzyna Baranowska | Polonia        | 2:12,13 | Q, RN |
| 5    | 5     | Hannah Miley         | Reino Unido    | 2:12,35 |       |
| 6    | 8     | Svetlana Karpeeva    | Rusia          | 2:13,26 |       |
| 7    | 1     | Mireia Belmonte      | España         | 2:13,45 |       |
| 8    | 7     | Li Jiaxing           | China          | 2:13,47 |       |

#### Semifinal 2
| Pos. | Calle | Nombre              | País           | Tiempo  | Notas |
| ---- | ----- | ------------------- | -------------- | ------- | ----- |
| 1    | 5     | Natalie Coughlin    | Estados Unidos | 2:11,84 | Q     |
| 2    | 1     | Julia Wilkinson     | Canadá         | 2:12,03 | Q     |
| 2    | 4     | Alicia Coutts       | Australia      | 2:12,03 | Q     |
| 4    | 2     | Asami Kitagawa      | Japón          | 2:12,18 | QSO   |
| 4    | 7     | Evelyn Verrasztó    | Hungría        | 2:12,18 | QSO   |
| 6    | 3     | Julie Hjorth-Hansen | Dinamarca      | 2:12,26 |       |
| 7    | 6     | Camille Muffat      | Francia        | 2:12,36 |       |
| 8    | 8     | Keri-Anne Payne     | Reino Unido    | 2:14,14 |       |

#### Swimoff
| Pos. | Calle | Nombre           | País    | Tiempo  | Notas |
| ---- | ----- | ---------------- | ------- | ------- | ----- |
| 1    | 5     | Asami Kitagawa   | Japón   | 2:12,02 | Q     |
| 2    | 4     | Evelyn Verrasztó | Hungría | 2:14,96 |       |

### Final
| Pos.              | Calle | Nombre               | País           | Tiempo  | Notas |
| ----------------- | ----- | -------------------- | -------------- | ------- | ----- |
| Medalla de oro    | 5     | Stephanie Rice       | Australia      | 2:08,45 | RM    |
| Medalla de plata  | 4     | Kirsty Coventry      | Zimbabue       | 2:08,59 | AF    |
| Medalla de bronce | 6     | Natalie Coughlin     | Estados Unidos | 2:10,34 |       |
| 4                 | 3     | Katie Hoff           | Estados Unidos | 2:10,68 |       |
| 5                 | 2     | Alicia Coutts        | Australia      | 2:11,43 |       |
| 6                 | 8     | Asami Kitagawa       | Japón          | 2:11,56 |       |
| 7                 | 7     | Julia Wilkinson      | Canadá         | 2:12,43 |       |
| 8                 | 1     | Katarzyna Baranowska | Polonia        | 2:13,36 |       |